# Sechséchet II
Pour les articles homonymes, voir Sechséchet.
Sechséchet II, surnommée Ouatetkhéthor, est la fille du pharaon Téti et de la reine Ipout Ire.

## Généalogie
Sechséchet II est la petite fille, par sa mère, d'Ounas, dernier souverain de la Ve dynastie et princesse de sang par son père le roi Téti. Elle épouse le vizir du roi Mérérouka et lui donne un fils Méri-Téti.

## Sépulture
Sa tombe a été découverte dans le mastaba de son époux Mérérouka sur le site de Saqqarah en 1893. La complexité du monument ainsi que son décor en font l'un des exemples les plus aboutis et achevés des tombes de courtisans de l'Ancien Empire.